# Последний бриллиант
«Последний бриллиант» (фр. Le Dernier Diamant) — фильм 2014 года режиссёра Эрика Барбье. Совместное производство Франции, Бельгии и Люксембурга. Премьера фильма состоялась 25 апреля 2014 года в Лос-Анджелесе, а 30 апреля он вышел на экраны во Франции.

## Сюжет
Симон Каррера — взломщик сейфов, недавно вышедший из тюрьмы. Его друг Альбер и Франк Сцилла предлагают ему взять участие в похищении крупного бриллианта «Флорентиец» прямо с аукциона, на котором этот бриллиант собираются продать как минимум за €40 млн. Задача Симона состоит в том, чтобы сделать слепок с ключа, которым открывается витрина с бриллиантом. Ключ находится в сейфе в апартаментах ведущей аукциона Джулии Невилль, и, чтобы до него добраться, ему нужно втереться в доверие к Джулии. Несмотря на вспыхнувшие между ними чувства, Симон делает слепок и ограбление проходит строго по плану. Однако следующий этап плана — ликвидация всех его исполнителей. Симону удаётся спастись, и теперь ему предстоит выяснить, кто же был заказчиком ограбления.

## В ролях
- Иван Атталь — Симон Каррера (Фаррель)
- Беренис Бежо — Джулия Невилль
- Жан-Франсуа Стевенен — Альбер
- Антуан Баслер[фр.] — Франк Сцилла
- Жак Списсер[фр.] — Пьер Невилль
- Анни Корди — Инес де Буасьер
- Мишель Израэль[фр.] — Жак Галле
- Шарли Дюпон[фр.] — Михаэль Вюрст
- Даниэль Дени — Бланш де Курси
- Жене Бервутс — Филипп де Мазьер

## Авторы фильма
Фильм «Последний бриллиант» стал второй совместной работой Ивана Атталя и французского режиссёра и сценариста Эрика Барбье, первым совместным фильмом был «Змий» 2006 года.